# Leichtathletik-Europameisterschaften 1986/4 × 100 m der Frauen

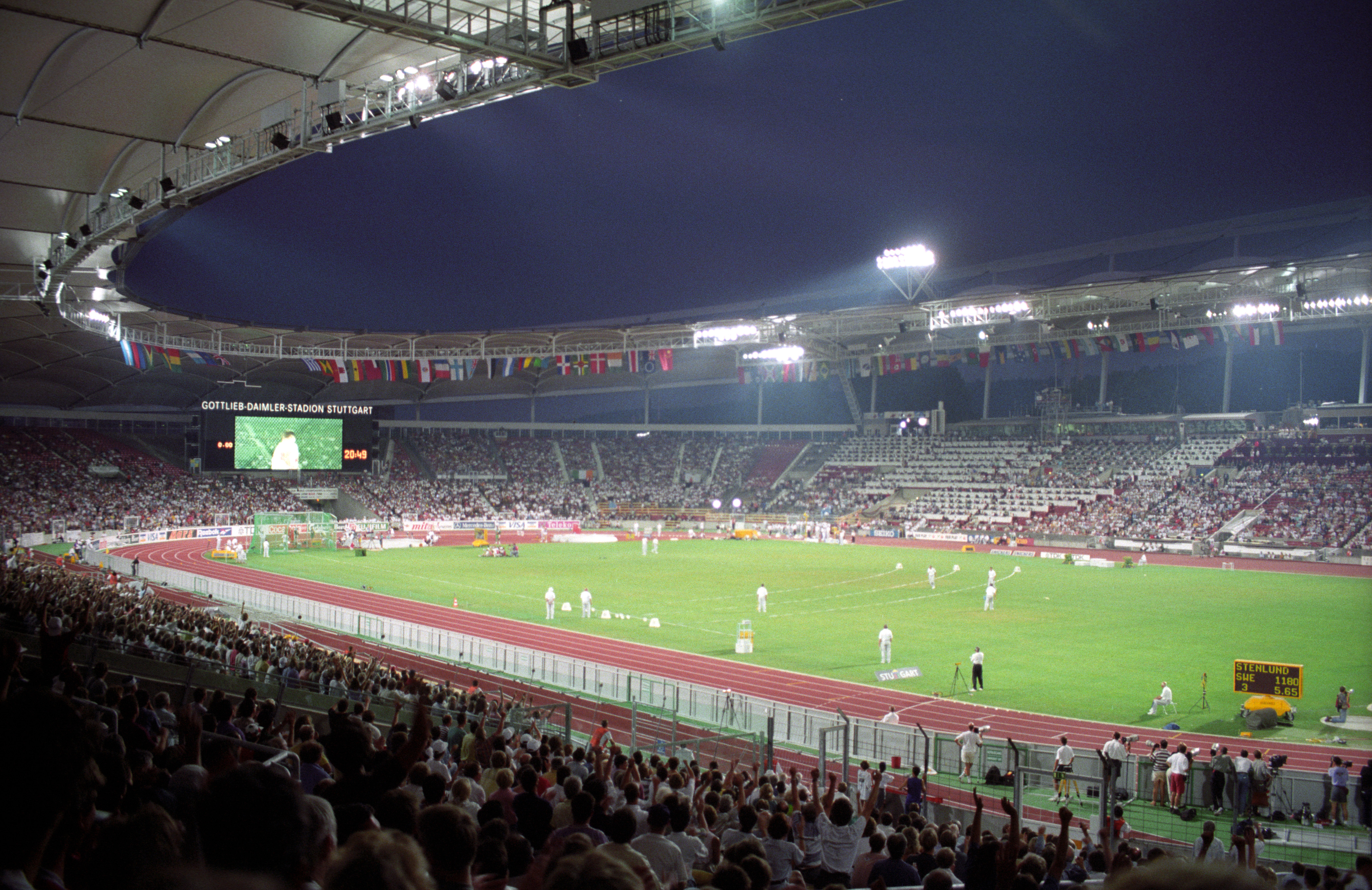
Das Stuttgarter Neckarstadion (heute MHPArena) bei den Leichtathletik-Weltmeisterschaften 1993

Die 4-mal-100-Meter-Staffel der Frauen bei den Leichtathletik-Europameisterschaften 1986 wurde am 30. und 31. August 1986 im Stuttgarter Neckarstadion ausgetragen.
Europameister wurde die DDR in der Besetzung Silke Gladisch, Sabine Günther, Ingrid Auerswald und Marlies Göhr.
Den zweiten Platz belegte Bulgarien (Ginka Sagortschewa, Anelija Nunewa, Nadeschda Georgiewa, Jordanka Donkowa). Bronze ging an die Sowjetunion mit Antonina Nastoburko, Natalja Botschina, Marina Schirowa (Finale) und Olga Solotarjowa sowie der im Vorlauf außerdem eingesetzten Iryna Sljussar.
Auch die nur im Vorlauf für die UdSSR eingesetzte Läuferin erhielt eine Bronzemedaille.

## Rekorde

### Bestehende Rekorde
| Weltrekord           | 41,37 s | DDR (Gesine Walther, Sabine Rieger, Ingrid Auerswald, Marlies Göhr) | Canberra, Australien   | 16. Oktober 1985   |
| Europarekord         | 41,37 s | DDR (Gesine Walther, Sabine Rieger, Ingrid Auerswald, Marlies Göhr) | Canberra, Australien   | 16. Oktober 1985   |
| Meisterschaftsrekord | 42,19 s | DDR (Gesine Walther, Bärbel Wöckel, Sabine Rieger, Marlies Göhr)    | EM Athen, Griechenland | 11. September 1982 |

### Rekordverbesserungen
Der bestehende EM-Rekord wurde zweimal verbessert:
- 42,13 s – DDR (Silke Gladisch, Sabine Günther, Ingrid Auerswald, Marlies Göhr), erstes Halbfinale am 30. August
- 41,84 s – DDR (Silke Gladisch, Sabine Günther, Ingrid Auerswald, Marlies Göhr), Finale am 31. August

## Legende
Kurze Übersicht zur Bedeutung der Symbolik – so üblicherweise auch in sonstigen Veröffentlichungen verwendet:
| CR  | Championshiprekord |
| DSQ | disqualifiziert    |

## Vorrunde
30. August 1986, 18:50 Uhr
Die Vorrunde wurde in zwei Läufen durchgeführt. Die ersten drei Staffeln pro Lauf – hellblau unterlegt – sowie die darüber hinaus zwei zeitschnellsten Staffeln – hellgrün unterlegt – qualifizierten sich für das Finale.

### Vorlauf 1
| Platz | Staffel        | Besetzung                                                         | Zeit (s) |
| ----- | -------------- | ----------------------------------------------------------------- | -------- |
| 1     | DDR            | Silke Gladisch Sabine Günther Ingrid Auerswald Marlies Göhr       | 42,13 CR |
| 2     | BR Deutschland | Resi März Anke Köninger Heidi-Elke Gaugel Ute Thimm               | 43,51    |
| 3     | Polen          | Joanna Smolarek Urszula Jaros Jolanta Janota Ewa Kasprzyk         | 43,96    |
| 4     | Niederlande    | Nelli Cooman Martha Grossenbacher Marjan Olyslager Els Vader      | 44,38    |
| 5     | Finnland       | Aila Haikkonen Sisko Hanhijoki Margareetta Honkaharju Jaana Niemi | 45,27    |

### Vorlauf 2
| Platz | Staffel        | Besetzung                                                                       | Zeit (s) |
| ----- | -------------- | ------------------------------------------------------------------------------- | -------- |
| 1     | Bulgarien      | Ginka Sagortschewa Anelija Nunewa Nadeschda Georgiewa Jordanka Donkowa          | 43,02    |
| 2     | Frankreich     | Françoise Leroux Marie-Christine Cazier Laurence Bily Murielle Leroy            | 43,20    |
| 3     | Großbritannien | Paula Dunn Kathy Cook Joan Baptiste Wendy Hoyte                                 | 43,30    |
| 4     | Sowjetunion    | Antonina Nastoburko Natalja Botschina Iryna Sljussar (Vorlauf) Olga Solotarjowa | 43,78    |
| 5     | Italien        | Rita Angotzi Carla Mercurio Daniela Ferrian Rossella Tarolo                     | 44,90    |

## Finale
31. August 1986, 16:05 Uhr
| Platz | Staffel        | Besetzung | Zeit (s) |
| ----- | -------------- | --- | -------- |
| 1     | DDR            | Silke Gladisch Sabine Günther Ingrid Auerswald Marlies Göhr                                                         | 41,84 CR |
| 2     | Bulgarien      | Ginka Sagortschewa Anelija Nunewa Nadeschda Georgiewa Jordanka Donkowa                                              | 42,68    |
| 3     | Sowjetunion    | Antonina Nastoburko Natalja Botschina Marina Schirowa (Finale) Olga Solotarjowa im Vorlauf außerdem: Iryna Sljussar | 42,74    |
| 4     | Frankreich     | Françoise Leroux Marie-Christine Cazier Laurence Bily Murielle Leroy                                                | 43,11    |
| 5     | Großbritannien | Paula Dunn Kathy Cook Joan Baptiste Wendy Hoyte                                                                     | 43,44    |
| 6     | Polen          | Joanna Smolarek Urszula Jaros Jolanta Janota Ewa Kasprzyk                                                           | 43,54    |
| 7     | Niederlande    | Nelli Cooman Martha Grossenbacher Marjan Olyslager Els Vader                                                        | 44,38    |
| DSQ   | BR Deutschland | Resi März Anke Köninger Heidi-Elke Gaugel Ute Thimm                                                                 |          |

## Videolink
- 535 European Track and Field 1986 4x100m Women, www.youtube.com, abgerufen am 17. Dezember 2022